# 李思捷
李思捷（英語： Sze Jit，1974年4月11日—），香港演員兼電視節目主持，曾為無綫電視部頭合約藝員。李參加「喜劇之王訓練班」而入行，並憑《喜劇之王》的走進大銀幕；2021年，李思捷為無綫電視主持遊戲節目《思家大戰》，並於《萬千星輝頒獎典禮2021》獲得「最佳男主持」。2022年獲得新加坡亞洲影藝創意大獎Best Entertainment Host 香港區冠軍及亞洲冠軍。

## 簡歷
李思捷10歲時舉家移民加拿大密西沙加，在多倫多大學美術系學士畢業後，到美國攻讀導演及電腦動畫課程。
於1998年回流香港，曾參加由香港商業電台為周星馳電影《喜劇之王》宣傳而舉辦的「喜劇之王訓練班」，在100多名學員中獲得最優秀學員前五名，他的出道作就是在《喜劇之王》中扮演一名茄喱啡性質的導演。
李思捷加入無綫電視後第一套演出的劇集是2003年的《美麗在望》，飾演「鄔狗狗」，該角色喜感十足，也奠定了李思捷在無線電視的基礎，後來持續演出《爭分奪秒》、《一屋兩家三姓人》、《追魂交易》、《老婆大人》等戲劇。其後他於2008年在《原來愛上賊》中的演出出眾，使觀眾留下深刻印象，更有網民發起討論要求他飾演的BT不要死。李思捷的戲份從此上了軌道。
另外李思捷的一舉手一投足都喜感十足，因此經常參與無綫的「扮嘢show」。在近年的《萬千星輝賀台慶》中，都有份與阮兆祥和王祖藍合組「福祿壽」獻技，無綫更為他們開設節目《荃加福祿壽》及劇集《荃加福祿壽探案》，李思捷經常於節目中扮演城中名人，唯俏唯妙，但亦因此而惹起不少風波。2013年，他更「單拖」主持整蠱節目《玩嘢王》。
李思捷除了連續劇之外，還有出演電影，除了《喜劇之王》外（因為此部電影而入行），還有《公元2000》、《絕種好男人》、《福伯》、《妃子笑》、《Laughing Gor之變節》等電影。而最新電影是与王祖蓝，阮兆祥合演的，为他們三人度身订造的《勁抽福祿壽》。
除了出演电影，学电影出身的李思捷亦对导演工作有强烈兴趣，2008年自导自演独立电影《金国民》，获2008年香港亚洲独立电影节特别大奖。
李思捷亦是個歌手，在2000年時出過Dog.Com粵語專輯。亦与王祖蓝，阮兆祥于香港，美国，加拿大，马来西亚等地开过多场演唱会，最新演唱会于2012年2月于香港紅磡體育館举行。
李思捷非常喜歡吃日本菜，也很喜歡迪士尼的卡通人物，至於運動方面很喜歡冰上曲棍球、高爾夫球那種拿著棍子打球的運動。2013年主持的整蠱節目《玩嘢王》極受歡迎，贏盡收視及口碑，節目更在myTV人氣節目榜成為冠軍，擊敗黃金時段劇集《金枝慾孽貳》及《神探高倫布》。
2015年與單立文主持美式夜間清談節目《今晚睇李》。由於之前《玩嘢王》「得罪」不少藝人，該節目被稱爲李思捷的「洗底」節目。
近年為無綫電視監製林志華和劉家豪的常用演員。與圈外女友拍拖多年感情穩定。
2021年8月由經理人改為部頭合約。同年主持無綫電視遊戲節目《思家大戰》，並憑此節目獲得《萬千星輝頒獎典禮2021》「最佳男主持」。

## 演出作品

### 電視劇（無綫電視）
| 首播   | 劇名             | 角色                   | 備註              |
| 2003年 | 花樣中年         | 便利店店員             | 跑龍套            |
| 2003年 | 美麗在望         | 鄔狗狗／白雲風/ 過樹榕 | 男配角            |
| 2003年 | 富豪海灣非凡情緣 | Peter，David           |                   |
| 2004年 | 隔世追兇         | 恆                     | 單元男角色        |
| 2004年 | 爭分奪秒         | 金悅來（熊貓）         | 閒角              |
| 2004年 | 無名天使3D       | 阿水                   | 客串              |
| 2004年 | 一屋兩家三姓人   | 朱國亮                 | 第二男主角        |
| 2004年 | 追魂交易         | 陳寶榮                 | 男配角            |
| 2005年 | 老婆大人         | 葛德雲（Vincent）      | 男配角            |
| 2005年 | 秀才遇著兵       | 莫大毛                 | 男配角            |
| 2005年 | 奇幻潮之星座命盘 | Roy                    | 单元男主角        |
| 2005年 | 情迷黑森林       | 餅痴華                 | 客串              |
| 2005年 | 人間蒸發         | 紀子謙                 | 男配角            |
| 2006年 | 天幕下的戀人     | 戴一刀                 | 閑角              |
| 2006年 | 識法代言人       | 雄                     | 客串              |
| 2006年 | 高朋滿座         | 章溢滿（阿咩）         | 男配角 單元男主角 |
| 2006年 | 男人之苦         | 江子聰（Rex）          | 男配角            |
| 2006年 | 愛情全保         | 張先生                 | 客串              |
| 2006年 | 法證先鋒         | 程紅威 (Red)           | 單元角色          |
| 2007年 | 十兄弟           | 何日星                 | 客串              |
| 2007年 | 溏心風暴         | 黃家榮                 | 客串              |
| 2007年 | 強劍             | 成功                   | 男配角            |
| 2007年 | 秀才愛上兵       | 祝清庭                 | 第三男主角        |
| 2008年 | 原來愛上賊       | 譚彬（BT）             | 男配角            |
| 2009年 | 老婆大人II       | 葛德雲（Vincent）      | 第三男主角        |
| 2009年 | 有營煮婦         | 李成基（Bill）         | 男配角            |
| 2010年 | 秋香怒點唐伯虎   | 屈 機                  | 第三男主角        |
| 2010年 | 談情說案         | 寬頻推銷員             | 客串第1集         |
| 2010年 | 天天天晴         | 明乃強                 | 第二男主角        |
| 2010年 | 施公奇案II       | 牛大力（枕仙）         | 第二男主角        |
| 2010年 | 囧探查過界       | 王小虎                 | 第三男主角        |
| 2010年 | 誘情轉駁         | 成偉業                 | 第三男主角        |
| 2011年 | Only You 只有您  | 馮日超                 | 單元男主角        |
| 2011年 | 荃加福祿壽探案   | 崔 湑                  | 三大男主角之一    |
| 2012年 | 換樂無窮         | 顧家仁                 | 第一男主角        |
| 2013年 | 熟男有惑         | 余多春（Fish）         | 四大男主角之一    |
| 2014年 | 飛虎II           | 安天命                 | 單元男主角        |
| 2014年 | 老表，你好hea！  | 李思捷                 | 客串              |
| 2014年 | 八卦神探         | 薛丹仁 / 莊白石        | 第一男主角        |
| 2015年 | 以和為貴         | 歐陽繼                 | 第二男主角        |
| 2016年 | 超能老豆         | 谷自強                 | 第一男主角        |
| 2019年 | 她她她的少女時代 | 高浩宇 / 陳大文        | 兩大男主角之一    |

### 電視劇（香港電台）
| 首播   | 劇名       | 角色 | 備註               |
| 2003年 | 執法群英II | 林超 | 單元角色（飾劫匪） |

### 電影
- 喜劇之王（1999年）饰 浮誇導演
- 公元2000（1999年）
- 絕種好男人（2003年）
- 福伯（2003年）
- 妃子笑（2005年）飾 國師
- 半醉人間（2006年）
- 金國民（2008年）饰 金国民
- LAUGHING GOR之變節（2009年）饰 阿巢
- 勁抽福祿壽（2011年）飾 李捷壽
- 一家大（2018年）飾 武德輝

## 主唱電視劇歌曲（TVB）
| 歌曲名稱 | 劇集名稱       | 合唱伙伴                     |
| 食腦     | 囧探查過界     | 與王喜、黃浩然 合唱          |
| 水調歌頭 | 秋香怒點唐伯虎 | 與陳豪、胡杏兒、陳法拉合唱   |
| 超低能   | 荃加福祿壽探案 | 與汪明荃、阮兆祥、王祖藍合唱 |
| 愛歌     | 耀舞長安       | 與王祖藍、阮兆祥合唱         |
| 交換快樂 | 換樂無窮       | 與胡杏兒合唱                 |
| 半生熟男 | 熟男有惑       | 與郭晉安、單立文、曹永廉合唱 |
| 出口     | 以和為貴       | 與側田合唱                   |

## 電視節目（TVB）
| 節目名稱                       | 年份        |
| 永安旅遊話你知：點解北京咁好玩 | 2000年      |
| 星晨旅遊上海、杭州真程趣       | 2002年      |
| 開心新班子                     | 2002年      |
| 羅淨宮之陳豪完美情人選舉       | 2002年      |
| 紅星會與陳豪同行               | 2002年      |
| Cash頒獎典禮                   | 2002年      |
| 東華愛心慶歡騰                 | 2003年      |
| TVB38周年台慶搜影              | 2004年      |
| 萬千星輝賀台慶                 | 2004年      |
| 海洋公園夏水禮開幕             | 2005年      |
| 有招出招                       | 2005年      |
| 娛樂直播                       | 2005年      |
| 英皇新秀歌唱大賽香港區選拔賽   | 2007年      |
| 最受歡迎廣告頒獎典禮           | 2009年      |
| 荃加福祿壽                     | 2010年      |
| 荃加福祿壽玩轉台慶             | 2010年      |
| 香港小姐竞选總決賽             | 2010年      |
| 2010年度十大勁歌金曲頒獎典禮   | 2011年      |
| 福祿壽放暑假                   | 2011年      |
| 台慶亮燈儀式                   | 2011年      |
| 福祿壽大假光臨                 | 2011年      |
| 萬千升呢福祿壽                 | 2012年      |
| 玩嘢王                         | 2013年      |
| 羊洋喜氣花車巡遊匯演           |             |
| 今晚睇李                       | 2015年      |
| 齊癲大聖福祿壽                 | 2017年      |
| 人生有幾多個福祿壽             | 2017年      |
| 思家大戰                       | 2021-2023年 |
| 獎門人中秋感謝祭               | 2023年      |
| 萬千星輝賀台慶                 | 2023年      |
| 除夕倒數迎金龍                 | 2024年      |
| 福祿壽訓練學院                 | 2024年      |

## 综艺节目（其他）
- 湖南卫视 《百变大咖秀》（2012年）
- 湖南衛視 《快樂大本營》（2012年）

## 配音
- 超鼠特攻（2009年）飾 食神
- 蜡笔小新玩尽满城黄金甲（BALLAD 名もなき恋のうた）（2010年）飾 井尻又兵衛（草彅剛）
- 狗仔有喜事（2018年）飾 掘朗普

## 專輯

### Dog.Com [2000/03出版]
- 1.潮流特區
  - 作詞：李思捷／小Bill　作曲：譚國政　編曲：D.O.G.Droduction Team
- 2.新春笑呵呵
  - 作詞：黎軒朗　作曲：譚國政　編曲：D.O.G.Droduction Team
- 3.Cyber Love 2000
  - 作詞：黎軒朗　作曲：譚國政　編曲：D.O.G.Droduction Team
- 4.愛Dick呼喚
  - 作詞：李思捷／小Bill　作曲：譚國政　編曲：D.O.G.Droduction Team
- 5.潮流特區（Trance Version）
  - 作詞：李思捷／小Bill　作曲：譚國政　編曲：D.O.G.Droduction Team
- 6.潮流特區（Karaoke）
  - 作詞：李思捷／小Bill　作曲：譚國政　編曲：D.O.G.Droduction Team
- 來源

### 福祿壽 【兄弟】[2012年出版]
- - 兄弟（與阮兆祥、王祖蓝合唱）
  - 爆笑一條龍（與阮兆祥、王祖蓝合唱）
  - 聖誕來了（與阮兆祥、王祖蓝合唱）
  - 你是如此難以忘記（王祖蓝）
  - 忘記謝謝你（阮兆祥）
  - 手機
  - 踢拖（《勁抽福祿壽》電影主題曲）

## 助理編導
- 1998年 烈火雄心
- 2000年 世紀之戰
- 2002年 有求必應
- 2006年 香港奇案實錄屋村狂父斬頭
- 千里姻緣兜錯圈
- 媽媽我真的愛你
- 吉祥任務
- 乾隆大帝
- 萬家燈火
- 爸爸向前走
- 喜有此理

## 獎項
2010年
| 地點 | 頒獎典禮             | 獎項                           | 備註                                   |
| 香港 | 萬千星輝頒獎典禮2010 | 最佳節目主持（《荃加福祿壽》） | 汪明荃、阮兆祥、李思捷、王祖藍共同主持 |

2015年
| 地點     | 頒獎典禮                         | 獎項                          | 備註                   |
| 馬來西亞 | TVB 馬來西亞星光薈萃頒獎典禮2015 | 最喜愛TVB節目主持《今晚睇李》 | 李思捷及單立文共同主持 |
| 馬來西亞 | TVB 馬來西亞星光薈萃頒獎典禮2015 | 最喜愛TVB綜藝節目《今晚睇李》 | 李思捷擔任監製及主持   |

2021年
| 地點 | 頒獎典禮             | 獎項                       |
| 香港 | 萬千星輝頒獎典禮2021 | 最佳男主持（《思家大戰》） |

2022年
| 地點   | 頒獎典禮                  | 獎項                                       |
| 新加坡 | 亞洲影藝創意大獎-亞洲地區 | Best Entertainment Host (最佳娛樂節目主持) |
| 新加坡 | 亞洲影藝創意大獎-香港地區 | Best Entertainment Host (最佳娛樂節目主持) |

## 家庭
有一個姊姊李思維，在香港電台任職；父親李福全是航運公司的老闆，在香港手持的物業約值三千五百萬；而母親馮筱儀則是為食台住家廚神比賽冠軍。

## 外部連結
- 李思捷的新浪微博（繁體中文）
- 李思捷的Instagram帳戶
- 李思捷資訊站 johnsonleeinfo：介紹李思捷演出、發佈整理相關新聞報導及消息 FaceBook連結 （页面存档备份，存于） 微博連結 （页面存档备份，存于） Instagram連結 （页面存档备份，存于）
- 李思捷在香港影庫上的簡介